# Казале Лита
Каза̀ле Лѝта (на италиански: Casale Litta; на ломбардски: Casal Lita, Казал Лита) е малко градче и община в Северна Италия, провинция Варезе, регион Ломбардия. Разположено е на 382 m надморска височина. Населението на общината е 2688 души (към 2017 г.).